# سحابی متغیر

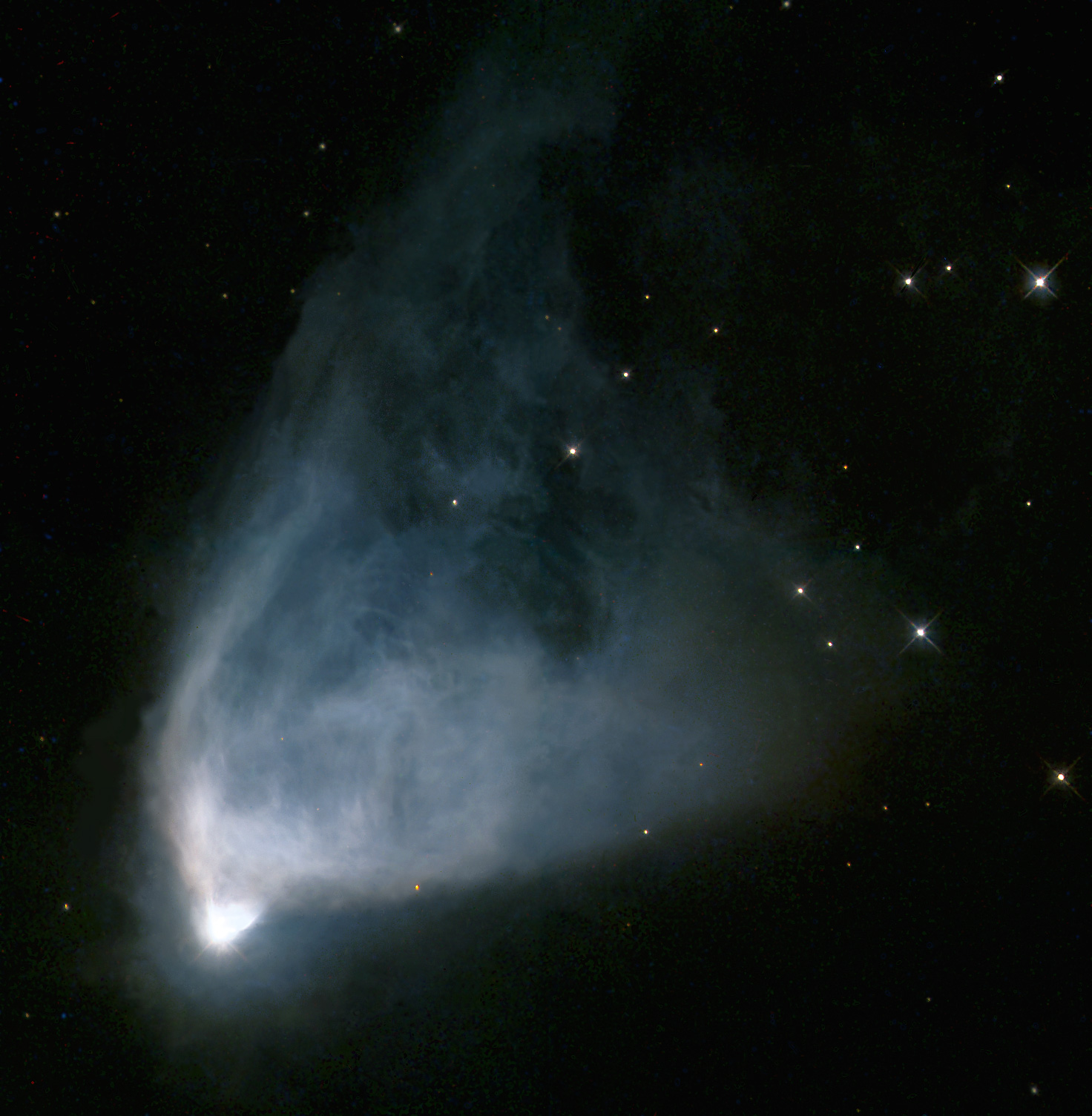
یک تصویر از تلسکوپ فضایی هابل از ان‌جی‌سی ۲۲۶۱، یک نمونه کلاسیک از یک سحابی متغیر

سحابی متغیر (انگلیسی: Variable nebula) گونه‌ای از سحابی‌های بازتابی هستند که به دلیل تغییر در ستاره‌شان، درخشندگی آن‌ها تغییر می‌کند.